# Idaea maxima
Idaea maxima är en fjärilsart som beskrevs av Charles Oberthür 1922. Idaea maxima ingår i släktet Idaea och familjen mätare. Inga underarter finns listade i Catalogue of Life.